# Pasquale Sandicchi
Pasquale Sandicchi (Reggio Calabria, 11 giugno 1868 – Reggio Calabria, 25 aprile 1957) è stato un diplomatico e politico italiano.
Nel 1933 fu nominato senatore del regno d'Italia.